# 多聞寺 (神戶市垂水區)
多聞寺 (たもんじ)，日本兵庫县神戶市垂水區的天台宗寺院。山號是吉祥山，祭祀的本尊是毗沙門天。因境內的弁天池曲橋和燕子花而被認為是「神戶花的名所」之一。

## 历史
相傳是貞觀2年(860年)左右，因清和天皇的命令，平安時代前期的天台宗僧侶慈覺大師圓仁(794年- 864年)開山建立。 成立之后的120年因天災燒毀，在花山天皇的命令下，由明觀上人復興。 目前的本堂是正德 2年(1712年)重建。此外，这寺院重複其盛衰，相傳興盛時擁有很多的寺廟領域，並在江户时代江户幕府 授予朱印状。

## 文化資产
- 重要的文化資产(国家指定) [3]
  - 木造阿弥陀如来神像(1901年8月2日指定)
  - 木造日光菩薩、月光菩薩像(1901年8月2日指定)

## 禮所
- 明石四國三十三個觀音禮所 第29号，朝聖本尊： 十一面觀音
- 神戶十三佛靈場第10号，朝圣本尊： 阿弥陀佛

## 年中例行
- 1月1日 - 3日：初詣
- 1月5日：修正會結願（追鬼式）
- 2月：節分會
- 5月第2日曜日：觀花會・天台声明法要
- 12月大晦日：除夜鐘

## 照片

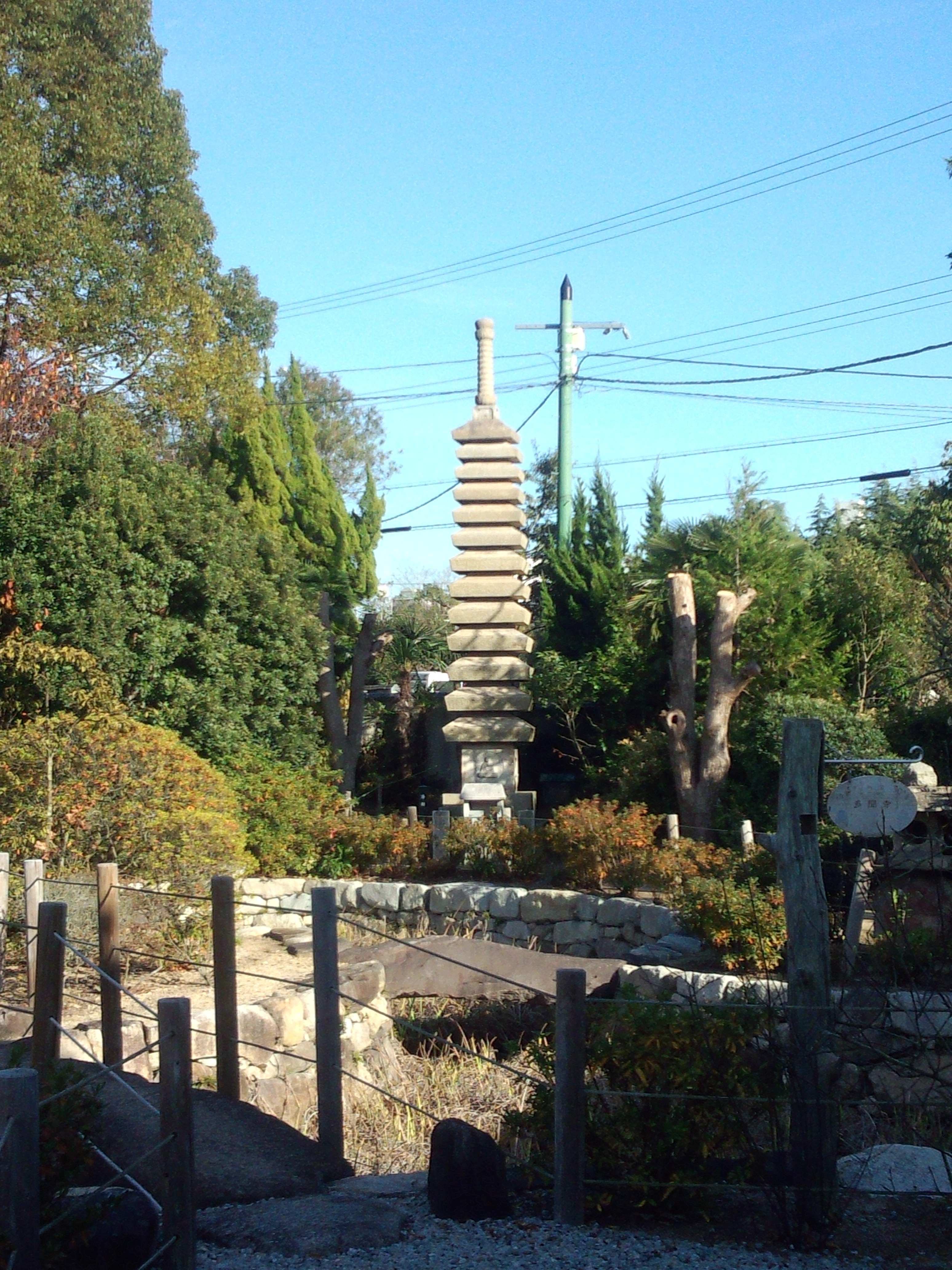
石塔
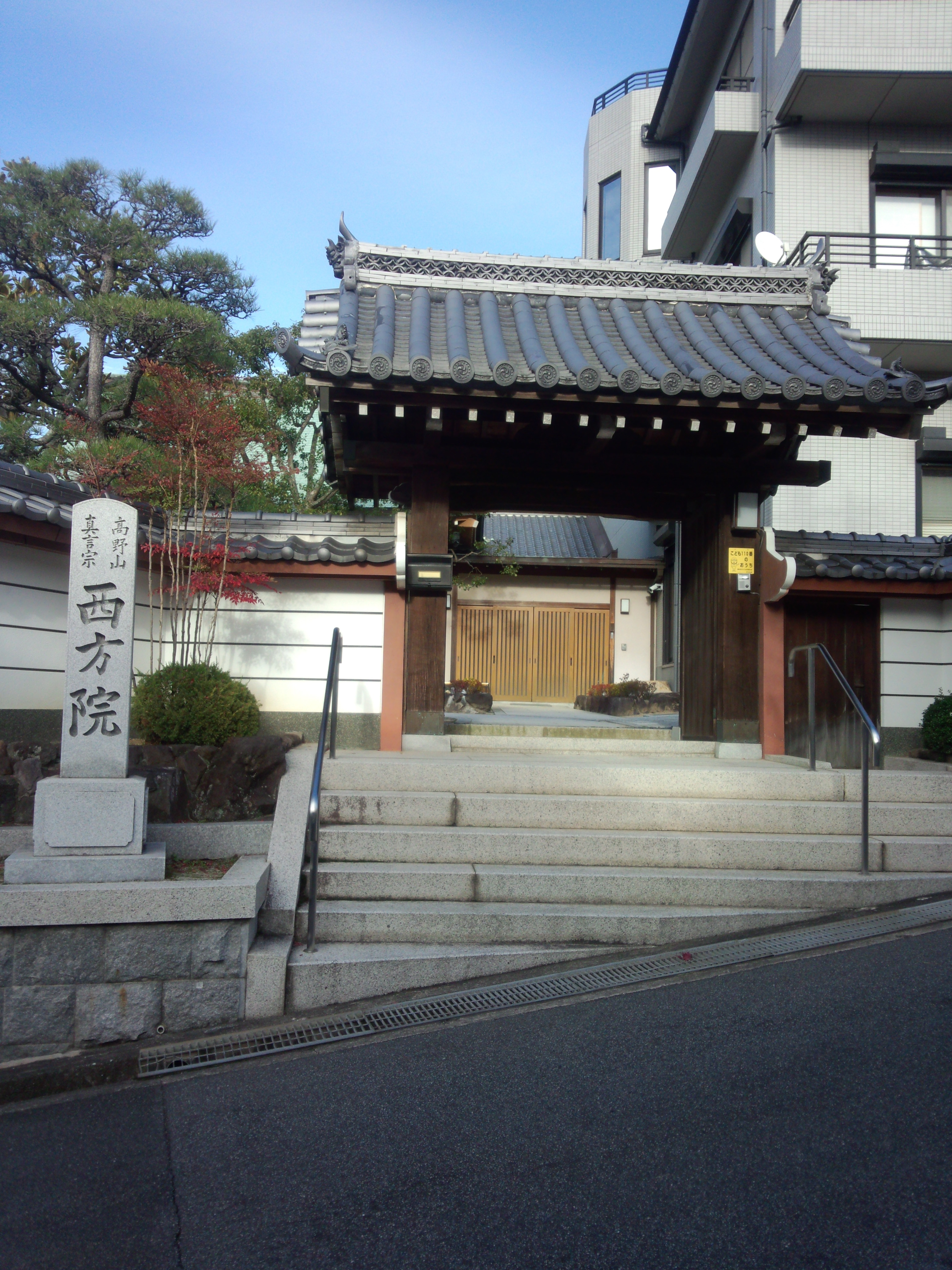
西方院(塔頭寺院)

## 脚注
1. ↑  神戸市垂水区. . 2015-03-16  [2015-12-13]. （原始内容存档于2015-12-22）.
2. ↑  神戸市.  (PDF). 2015-03-30  [2015-12-13]. （原始内容 (pdf)存档于2015-12-22）.
3. ↑  兵庫県教育委員会文化財課.  (PDF).   [2015-12-28]. （原始内容 (PDF)存档于2015-09-24）.

## 外部連結
- 神戸十三仏霊場会. .   [2015-12-13]. （原始内容存档于2019-11-13）.
- .   [2015-12-13]. （原始内容存档于2017-11-07）. - 塔頭寺院